# Camposporium japonicum
Camposporium japonicum är en svampart som beskrevs av Ichinoe 1971. Camposporium japonicum ingår i släktet Camposporium, divisionen sporsäcksvampar och riket svampar.   Inga underarter finns listade i Catalogue of Life.